# Televiziunea în Statele Unite ale Americii

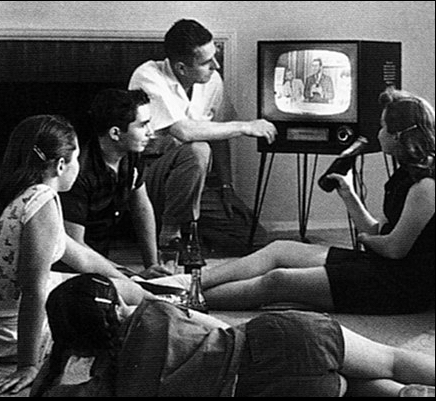
O familie americană se uită la televizor în 1958

Televiziunea este una dintre cele mai populare mass-media din Statele Unite ale Americii. 99% dintre gospodăriile americane au cel puțin un televizor, iar majoritatea au mai mult de unul. În general, televiziunea americană este cea mai sindicalizată din lume.

## Canale și rețele TV
Principalele rețele de difuzare sunt NBC, CBS, ABC, FOX și The CW. Primele trei și-au început istoria ca rețele de radio: NBC și CBS la mijlocul anilor 1920, iar ABC a devenit un spin-off al NBC în 1943. Fox s-a lansat în 1986, iar The CW s-a format în 2006 prin fuziunea UPN cu The WB.
Există șase tipuri principale de difuzare de televiziune în Statele Unite: terestră, FTA, cablu, satelit, DTH și IPTV.
Vizionarea canalelor TV terestre nu necesită plată. Toate celelalte tipuri de difuzare funcționează pe bază de abonament (de obicei lunar). Abonamentul este emis pentru pachete care diferă unele de altele prin numărul de canale incluse și subiectele acestora.
În prezent, există peste 117 canale de televiziune în Statele Unite. Canalele gratuite includ programe în limba engleză și spaniolă. Canalele cu plată sunt împărțite în cinci categorii (știri/documentare/sport/divertisment/copii).
Rețelele principale sunt deținute de următoarele grupuri:
- ABC: ABC Entertainment (Walt Disney Television)
- CBS: CBS Entertainment (ViacomCBS)
- NBC (engleză) și Telemundo (spaniolă): NBCUniversal Television & Streaming (Comcast)
- Fox și MyNetworkTV (sindicalizare): Fox Corporation
- The CW: The CW Network, LLC (CBS Entertainment Group și Warner Bros (WarnerMedia Studios & Networks)
- Univision: Univision Communications
- ION: ION Media
- PBS (public)

## Televiziunea terestră
Statele Unite au distribuție descentralizată. Spre deosebire de multe țări, nu există un pachet de canale naționale. În schimb, instituțiile media locale au propriile canale care pot fi afiliate sau „ deținute și operate ” de una dintre rețelele naționale. Acest sistem este o consecință a reglementărilor Comisiei Federale de Comunicații inițial pentru radio, dar care au fost adoptate și pentru televiziune. Regula principală stabilește că unui post de radio „nu i se poate elibera licență dacă este afiliat la o rețea deținută de o firmă care are mai multe rețele.» Astfel, în 1940, Radio Corporation of America (RCA) a trebuit să se separe de una dintre cele două rețele ale sale: NBC Red sau NBC Blue. O altă consecință a acestui sistem sunt legile antitrust, în principal cele privind studiourile și cinematografele. În 1949, rețeaua de cinematografe United Paramount Theatres (UPT) a fost forțată de Curtea Supremă de Justiție să devină o companie independentă de studioul de filme Paramount Pictures. Acest eveniment a forțat companiile media să se diversifice, printre altele, în televiziune. Pentru a asigura difuzarea programelor lor, rețelele naționale semnează contracte de afiliere cu rețeaua lor. Canalele locale, deținute de grupuri financiare de diverse origini, se abonează la conținutul studiourilor.
Aceste constrângeri legislative au creat o piață foarte fragmentată, iar fuziunile grupurilor media duc adesea la vânzări în schimbul achiziției, sau chiar vânzărilor în cascadă, a posturilor care redevin locale după o tranzacție efectuată de fosta sa companie-mamă. Totuși, pentru a asigura o prezență locală în televiziune, legea federală limitează timpul de difuzare a programelor din rețele.
Până în anii 1970 și 1980 , posturile locale și-au completat programul cu o mare parte din propria lor programare. Astăzi, canalele locale produc doar programe de știri, restul fiind programe achiziționate în sindicalizare sau programe independente achiziționate individual de către canale.

## Violență la TV
Copiii americani petrec în medie patru ore pe zi uitându-se la televizor, adică 28 de ore pe săptămână, 2.400 de ore pe an și aproape 18.000 de ore până la absolvirea liceului. În comparație, petrec doar 13.000 de ore la școală, de la grădiniță până în clasa a XII-a.
Televiziunea americană este cea mai violentă din lume. Aproximativ 60% dintre programele TV conțin violență. O oră de televiziune de prime-time include aproximativ cinci acte violente. O oră de programe pentru copii de sâmbătă dimineață include 20 până la 26 de acte violente.
Copilul american mediu va fi martor la 12.000 de acte violente la televizor în fiecare an, în total aproximativ 200.000 de acte violente până la împlinirea vârstei de 18 ani.
Programarea violentă pe cele patru rețele de difuzare (NBC, CBS, ABC și Fox) a crescut cu 14% în ultimii cinci ani. În 1998, 67% din programele difuzate conțineau violență. În același an, 87% dintre programele prin cablu conțineau violență. Doar 4% dintre programele violente pun accentul pe o temă anti-violență.